# Cala Forn
Cala Forn és una pintura a l'oli realitzada per Joaquim Sunyer l'any 1917 que actualment es troba a les sales d'Art Modern del Museu Nacional d'Art de Catalunya, a Barcelona.

## Descripció
Aquesta obra és considerada el punt culminant del procés de definició estilística de Sunyer i en ella recull totes les influències rebudes des del període de formació fins a les seves estades per Europa, principalment a París. També recull la seva relació amb el noucentisme català i la seva terra, Catalunya i Sitges en particular.

En aquesta obra es detecta la influència de l'art oriental que Sunyer havia descobert a principis del segle xx a París. Cal destacar el traç gruixut, els colors freds i la definició d'uns personatges lleugerament enrobustits inspirats en el clàssics italians com Antonio Pollaiuolo i Luca Signorelli, que tant havien impressionat l'artista durant els seus viatges per Itàlia.
Sunyer és un dels màxims exponents del noucentisme i Cala Forn el punt culminant del procés de descoberta del seu propi idealisme a partir d'una marcada sensibilitat i una gran proximitat a la terra i les gents catalanes, fins al punt que els seus personatges es convertiran en símbols de catalanitat. A partir d'aquest moment l'obra de Sunyer estarà marcada per aquest "idealisme sunyerià" que reproduirà la realitat més quotidiana en un entorn clarament idealitzat.

## Exposicions
L'obra va ser exposada per primer cop l'any 1918 a l'Exposició d'Art, al Saló de Barcelona, on va ser adquirida per la societat d'Amics de les Arts per formar part del Museu Municipal de Belles Arts de Barcelona
- 1918 Exposició d'Art, Barcelona, Palau de les Belles Arts
- 1918 Primer saló de Tardor, Barcelona, Associació Amics de les Arts
- 1920 Salon d'Automme. Catalouge des ouvrages de peinture, sculpture, dessin et gavure, París, Palais des Champs- Elysées
- 1959 Joaquim Sunyer, Barcelona, Palau de la Virreina
- 1962 École de París, París, Galerie Charpentier
- 1974 Noucentisme i els anys vint, Barcelona, Galeria Dau al Set
- 1978 Art i Modernitat als Països Catalans, Berlín, Staatliche Kunsthalle
- 1981 Les Realismes 1919-1939, París, Centre Georges Pompidou
- 1982 Picasso i Barcelona, Barcelona, Saló del Tinell
- 1983 Catalunya en la España Moderna 1744-1983, Madrid, Centro Cultural de la Villa de Madrid
- 1986 Homage to Barcelona. The city and its art 1888-1936, Londres, Hayward
- 1987 Homage to Barcelona. The city and its art 1888-1936, Barcelona, Palau de la Virreina
- 1995 El noucentisme un projecte de modernitat, Barcelona, CCCB
- 1998 De Picasso a Dalí. As raízes da vanguarda espanhola (1907-1936), Lisboa, Museuo de Chiado
- 1999. Joaquim Sunyer. La construcció d'una mirada, Barcelona, Museu Nacional d'Art de Catalunya